# شدة ضيائية
الشدة الضيائية (مرادفات)  في القياسات الضوئية هو مقياسٌ لقدرة ضوء (أو لطول موجة محدد) من نقطة في اتجاه معين، وذلك اعتماداً على الدالة الضيائية، وهي نموذج قياسي لحساسية عين الإنسان.
إن الوحدة الدولية للشدة الضيائية هي القنديلة، وهي وحدة دولية أساسية.

## هوامش
- مرادفات الشدة الضوئية[6][7][8] أو شدة الإضاءة[6]